# Бюльбюль сосновий
Бюльбю́ль сосновий (Pycnonotus flavescens) — вид горобцеподібних птахів родини бюльбюлевих (Pycnonotidae). Мешкає в Південно-Східній Азії.

## Підвиди
Виділяють три підвиди:

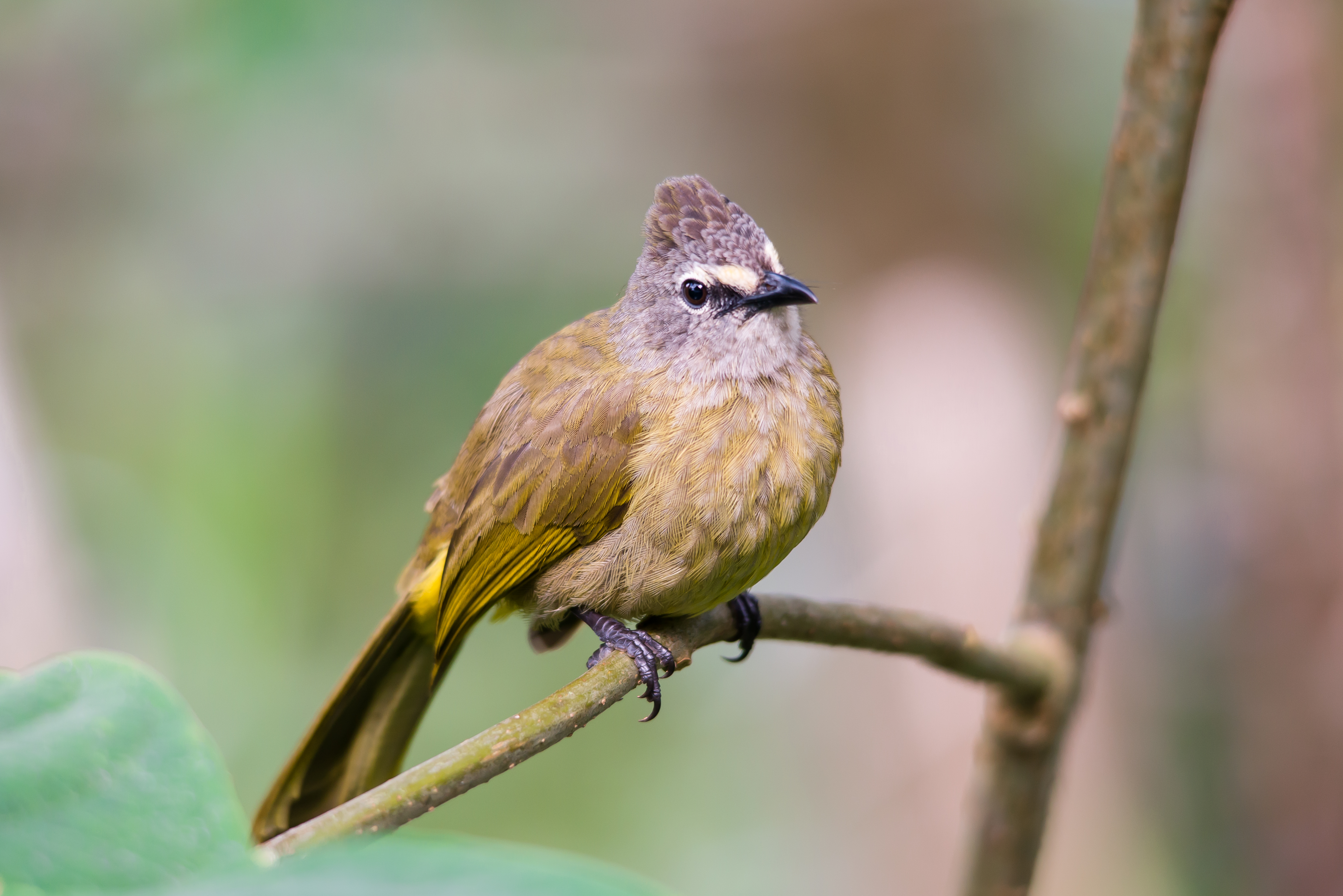
Сосновий бюльбюль (Національний парк Каенг Крачан, Таїланд)

- P. f. flavescens Blyth, 1845 — Північно-Східна Індія, північний схід Бангладеш і західна М'янма;
- P. f. vividus (Baker, ECS, 1917) — північно-східна М'янма, південний Китай, Таїланд і північний Індокитай;
- P. f. sordidus (Robinson & Kloss, 1919) — південний Індокитай.

Pycnonotus leucops раніше вважався підвидом соснового бюльбюля, однак був визнаний окремим видом.

## Поширення і екологія
Соснові бюльбюлі мешкають в Індії, Бангладеш, М'янмі, Таїланді, Китаї, Лаосі, Камбоджі і В'єтнамі. Вони живуть у вологих гірських і рівнинних тропічних лісах та чагарникових заростях. Зустрічаються на висоті від 800 до 2100 м над рівнем моря.